# BAC Jet Provost
Le BAC Jet Provost est un avion d'entraînement à réaction développé par le Royaume-Uni au début des années 1950. Il a été construit à environ 750 exemplaires dont seul un petit nombre a été exporté : la grande majorité d'entre eux a en effet été utilisée par la Royal Air Force entre 1955 et 1993.

## Conception
Le Jet Provost répond à un appel d'offres pour un avion d'entraînement à réaction émis par la Royal Air Force au début des années 1950. Les ingénieurs du constructeur Hunting Percival se sont initialement basés sur le design de l'avion à hélice Provost qu'ils venaient de mettre au point (premier vol en février 1950). Lorsqu'il fit son vol inaugural, le 26 juin 1954, le premier Jet Provost n'avait cependant plus grand-chose à voir avec son prédécesseur. Grâce à sa très bonne tenue de vol, il n'eut aucun mal à obtenir des commandes en série. 
Seuls 12 exemplaires de la première version T.1 (dont le premier vola en février 1955) furent construits avant que quelques améliorations (réacteur Viper 8 plus puissant, modification du train d'atterrissage, etc.) ne conduisent à la version T.2, qui fit son premier vol en septembre 1955. Cependant, cette version ne fut construite qu'à 4 exemplaires, utilisés pour des essais et des démonstrations à l'étranger. Il fallut donc attendre la version T.3 pour une production en réelle quantité. 
Par rapport au T.2, le T.3 disposait de sièges éjectables et d'ailes renforcées permettant l'ajout de réservoirs de carburant à leur extrémité. Le premier exemplaire de cette version fit son vol inaugural le 22 juin 1958 et les livraisons à la Royal Air Force se poursuivirent jusqu'en 1962. En parallèle, les premières commandes à l'export aboutirent à la version T.51. 
Une version T.4 avec un réacteur Viper 11 plus puissant fit son premier vol durant l'été 1960. En septembre de la même année, le constructeur Hunting Percival rejoignit d'autres sociétés au sein de la British Aircraft Corporation. Les livraisons des 185 exemplaires du T.4 se firent entre 1962 et 1964 et, là encore, quelques pays commandèrent la version d'export T.52. 
À cette époque, la Royal Air Force réalisa que le Jet Provost ne pouvait pas être utilisé pour le vol à haute altitude à cause du manque de pressurisation du poste de pilotage. La BAC développa alors la version T.5 pour résoudre le problème avec, en plus, un réacteur plus puissant, une avionique modernisée et des ailes encore renforcées pour augmenter la capacité des réservoirs en bout d'aile. Le premier vol de cette version eut lieu le 28 février 1967, et elle entra en service dans la Royal Air Force à partir de 1969. 
Le développement d'une version d'attaque du T.5 aboutit au BAC Strikemaster. La quasi-totalité des T.5 reçu une avionique encore améliorée au milieu des années 1970, ces avions étant alors désignés T.5A. À la même époque, plusieurs dizaines de T.3 furent modifiés de façon semblable et reçurent la désignation T.3A. De leur côté, les T.4 furent prématurément retirés du service à la suite de problèmes de fatigue structurelle.
La Royal Air Force commença à réduire sa flotte de Jet Provost à la fin des années 1980, l'avion étant progressivement retiré du service au tout début des années 1990. Le dernier vol eut officiellement lieu le 20 septembre 1993, mais plusieurs exemplaires ont été achetés par des opérateurs privés et volent encore de nos jours.

## Engagements
Aucun.

## Variantes
- T.1 - version initiale (12 exemplaires)
- T.2 - réacteur plus puissant et autres améliorations (4 exemplaires)
- T.3 - sièges éjectables, ailes renforcées et autres améliorations (201 exemplaires)
- T.4 - réacteur Viper 11 plus puissant (185 exemplaires)
- T.5 - poste de pilotage pressurisé, réacteur plus puissant etc. (110 exemplaires)
- T.5A - avionique modernisée (94 T.5 mis à niveau)
- T.51 - version d'export du T.3 (22 exemplaires)
- T.52 - version d'export du T.4 (50 exemplaires)

## Utilisateurs

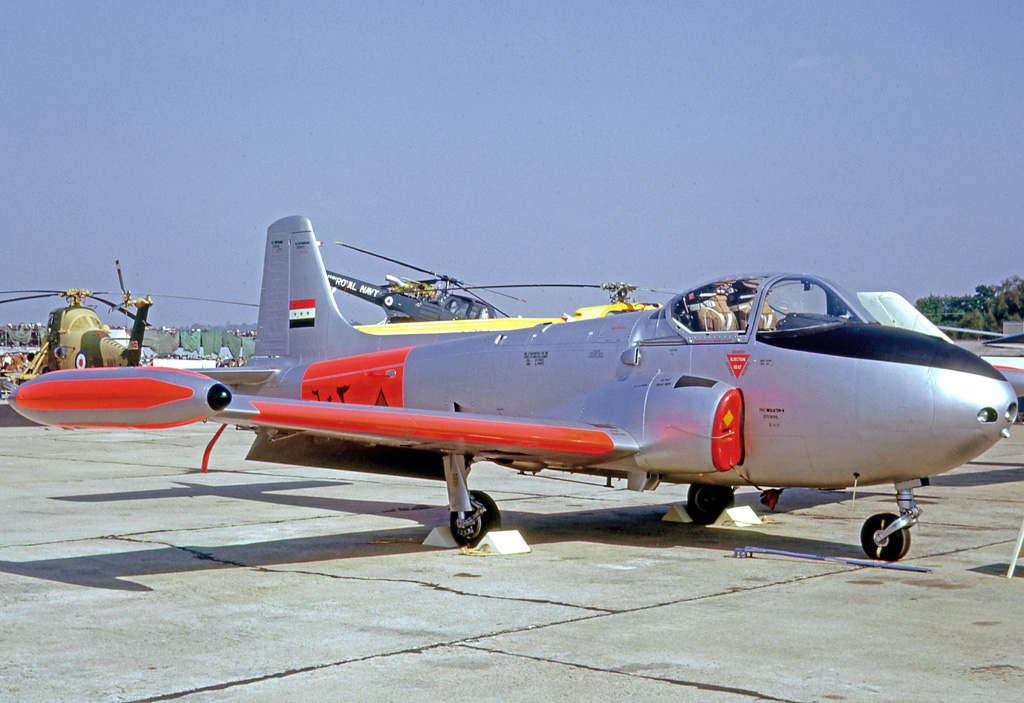
Un Jet Provost irakien en 1964.

- Royaume-Uni
- Irak
- Koweït
- Soudan
- Sri Lanka
- Sud Yémen
- Venezuela
- Équateur
- Nouvelle-Zélande
- Oman